# Herrnbaumgarten
Herrnbaumgarten è un comune austriaco di 944 abitanti nel distretto di Mistelbach, in Bassa Austria; ha lo status di comune mercato (Marktgemeinde).